# Tusentals stjärnor över Chile
Tusentals stjärnor över Chile är Jan Hammarlunds tredje studioalbum, utgivet 1974 av Chilékommittén (skivnummer CH 002).

## Låtlista
A
1. "Dubbla bördor" - 2:21
2. "Segun el favor del viento" - 3:28
3. "Brevet" - 3:22
4. "Vad säger den heliga fadern" - 2:21
5. "Aravco lider en plåga" - 4:17
6. "De Cuerpo entero" - 1:30

B
1. "Mace falta en guerrillero" - 3:17
2. "När jag reste från Chile" - 3:22
3. "För att de fattiga saknar" - 2:49
4. "En Indiankvinnas sång" - 4:42
5. "Sången om den röda fanan kommunismens lov" - 2:56
6. "Kampen fortsätter" - 1:36

## Medverkande
- Anita Livstrand - sång, fiol, rytm
- Carin Kjellman - sång
- Carlos Smith - sång, gitarr, rytm
- Eva Remaeus - sång
- Håkan Agnsäter - rytm
- Jan Hammarlund - sång, gitarr, charango
- Jörgen Johansson - rytm
- Kenneth Arnström - flöjt
- Lena Ekman - sång
- Magnus Limnell - cello
- Manuel Medina - bombo, tamburin
- Ninne Olsson - sång, dragspel
- Pedro van der L - sång, charango, kena
- Petter Ljunggren - flöjt, kena, trumpet
- Sven Bjärhall - gitarr
- Teddy Walter - kontrabas, rytm
- Turid Lundqvist - sång
- Ulf Gruvberg - sång

### Fotnoter
1. ↑  ”Tusentals stjärnor över Chile”. Discogs.com. http://www.discogs.com/Jan-Hammarlund-Tusindtals-Stj%C3%A4rnor-%C3%96ver-Chile/release/2572812. Läst 31 augusti 2012.